# Okręg wyborczy województwo krośnieńskie do Senatu Rzeczypospolitej Polskiej
Okręg wyborczy województwo krośnieńskie do Senatu Rzeczypospolitej Polskiej obejmował w latach 1989–2001 obszar województwa krośnieńskiego. Wybierano w nim 2 senatorów, przy czym w latach 1989–1991 obowiązywała zasada większości bezwzględnej, zaś w latach 1991–2001 większości względnej.
Powstał w 1989 wraz z przywróceniem instytucji Senatu. Zniesiony został w 2001, na jego obszarze utworzono nowe okręgi nr 13 i 21.
Siedzibą okręgowej komisji wyborczej było Krosno.

## Reprezentanci okręgu
| Rok  | Senator komitet wyborczy                 | Senator komitet wyborczy                                                                                        | Senator komitet wyborczy                 | Senator komitet wyborczy                 |
| ---- | ---------------------------------------- | --- | ---------------------------------------- | ---------------------------------------- |
| 1989 |                                          | Gustaw Holoubek                                                                                                 |                                          | Andrzej Szczypiorski                     |
| 1991 |                                          | Kazimierz Poniatowski Porozumienie Obywatelskie Centrum                                                         |                                          | Zygmunt Hortmanowicz Porozumienie Ludowe |
| 1993 |                                          | Ireneusz Zarzycki Niezależny Samorządny Związek Zawodowy „Solidarność” (1993) Akcja Wyborcza Solidarność (1997) |                                          | Roman Karaś Polskie Stronnictwo Ludowe   |
| 1997 |                                          | Ireneusz Zarzycki Niezależny Samorządny Związek Zawodowy „Solidarność” (1993) Akcja Wyborcza Solidarność (1997) | Jerzy Borcz Akcja Wyborcza Solidarność   |                                          |
| 2001 | okręg zniesiony, patrz okręgi nr 13 i 21 | okręg zniesiony, patrz okręgi nr 13 i 21                                                                        | okręg zniesiony, patrz okręgi nr 13 i 21 | okręg zniesiony, patrz okręgi nr 13 i 21 |

## Wyniki wyborów
Symbolem „●” oznaczono senatorów ubiegających się o reelekcję.

### Wybory parlamentarne 1989
| Kandydat                                                          | Głosów  | %     |
| ----------------------------------------------------------------- | ------- | ----- |
| Gustaw Holoubek                                                   | 157 624 | 75,64 |
| Andrzej Szczypiorski                                              | 153 533 | 73,68 |
| Zbigniew Kubas                                                    | 30 025  | 14,41 |
| Elżbieta Przybyszowska-Constantine                                | 11 823  | 5,67  |
| Henryk Reiss                                                      | 10 724  | 5,15  |
| Mieczysław Buziewicz                                              | 7467    | 3,58  |
| Stanisław Orłowski                                                | 5534    | 2,66  |
| Adam Kilar                                                        | 5468    | 2,62  |
| Roman Karaś                                                       | 3492    | 1,68  |
| Liczba głosów ważnych: 208 381 Źródło: Państwowa Komisja Wyborcza |         |       |

### Wybory parlamentarne 1991
| Kandydat                                              | Kandydat              | Komitet wyborczy                             | Głosów |
| ----------------------------------------------------- | --------------------- | -------------------------------------------- | ------ |
|                                                       | Kazimierz Poniatowski | Porozumienie Obywatelskie Centrum            | 47 269 |
|                                                       | Zygmunt Hortmanowicz  | Porozumienie Ludowe                          | 44 359 |
|                                                       | Marian Gancarz        | Wyborcza Akcja Katolicka                     | 40 466 |
|                                                       | Maria Jońca           | Wyborcza Akcja Katolicka                     | 37 854 |
|                                                       | Kazimierz Śnieżek     | Polskie Stronnictwo Ludowe Sojusz Programowy | 30 393 |
|                                                       | Janina Czerepiuk      | Unia Demokratyczna                           | 25 954 |
|                                                       | Marian Matysik        | Unia Demokratyczna                           | 25 185 |
|                                                       | Tomasz Blecharczyk    | Sojusz Lewicy Demokratycznej                 | 23 851 |
|                                                       | Edward Klein          | Stronnictwo Demokratyczne                    | 14 781 |
| Frekwencja: 47,42% Źródło: Państwowa Komisja Wyborcza |                       |                                              |        |

### Wybory parlamentarne 1993
| Kandydat                                              | Kandydat               | Komitet wyborczy                                     | Głosów |
| ----------------------------------------------------- | ---------------------- | ---------------------------------------------------- | ------ |
|                                                       | Ireneusz Zarzycki      | Niezależny Samorządny Związek Zawodowy „Solidarność” | 38 619 |
|                                                       | Roman Karaś            | Polskie Stronnictwo Ludowe                           | 32 417 |
|                                                       | Jan Rajchel            | Polskie Stronnictwo Ludowe – Porozumienie Ludowe     | 31 859 |
|                                                       | Tadeusz Kalita         | Konfederacja Polski Niepodległej                     | 29 673 |
|                                                       | Andrzej Grodzicki      | Polskie Stronnictwo Ludowe                           | 29 478 |
|                                                       | Andrzej Robel          | Zjednoczenie Chrześcijańsko-Narodowe                 | 27 683 |
|                                                       | Roman Buchała          | Sojusz Lewicy Demokratycznej                         | 26 285 |
|                                                       | Ryszard Pacławski      | KW „Służba Dziecku”                                  | 24 811 |
|                                                       | Andrzej Maciaś         | Sojusz Lewicy Demokratycznej                         | 24 268 |
|                                                       | Janina Czerepiuk       | Unia Demokratyczna                                   | 22 024 |
|                                                       | Jan Turek              | Stowarzyszenie Prawników „TEMIDA”                    | 18 079 |
|                                                       | Kazimierz Poniatowski● | „Zjednoczenie Polskie”                               | 16 520 |
| Frekwencja: 53,19% Źródło: Państwowa Komisja Wyborcza |                        |                                                      |        |

### Wybory parlamentarne 1997
| Kandydat                                              | Kandydat             | Komitet wyborczy                                    | Głosów |
| ----------------------------------------------------- | -------------------- | --------------------------------------------------- | ------ |
|                                                       | Ireneusz Zarzycki●   | Akcja Wyborcza Solidarność                          | 72 597 |
|                                                       | Jerzy Borcz          | Akcja Wyborcza Solidarność                          | 71 264 |
|                                                       | Adam Pawluś          | Ruch Odbudowy Polski                                | 38 175 |
|                                                       | Jan Kosiba           | Sojusz Lewicy Demokratycznej                        | 26 184 |
|                                                       | Wacław Mika          | Sojusz Lewicy Demokratycznej                        | 23 746 |
|                                                       | Wiesław Kaczanowicz  | Ruch Odbudowy Polski                                | 19 378 |
|                                                       | Wacław Mendys        | Unia Wolności                                       | 16 832 |
|                                                       | Roman Karaś●         | Polskie Stronnictwo Ludowe                          | 16 112 |
|                                                       | Ryszard Dyrkacz      | Krajowa Partia Emerytów i Rencistów                 | 12 934 |
|                                                       | Marek Wilk           | KW Niezależnego Bezpartyjnego Kandydata na Senatora | 12 788 |
|                                                       | Stanisław Kowalewski | Polskie Stronnictwo Ludowe                          | 11 963 |
|                                                       | Jan Chrzanowski      | Unia Prawicy Rzeczypospolitej                       | 8246   |
|                                                       | Tadeusz Rogoyski     | KW „Słuchacze Radia Forum”                          | 7879   |
|                                                       | Stanisław Opałka     | Bezpartyjny KW w Krośnie                            | 5970   |
|                                                       | Zbigniew Leniowski   | Unia Prawicy Rzeczypospolitej                       | 5016   |
| Frekwencja: 52,79% Źródło: Państwowa Komisja Wyborcza |                      |                                                     |        |